# シャロン＝シュル＝ソーヌ郡
シャロン＝シュル＝ソーヌ郡（シャロン＝シュル＝ソーヌぐん、フランス語: Arrondissement de Chalon-sur-Saône）は、フランス中央部、ブルゴーニュ地域圏、ソーヌ＝エ＝ロワール県の中央部から北部を占めている郡。郡庁舎は県内最大の都市シャロン＝シュル＝ソーヌにある。
この地域は、一般にシャロネーズ地区と呼ばれるブルゴーニュワインの産地で、メルキュレ、ブズロンなどAOCに認証された優れたワインを生産するコミューンがいくつかある。

## 小郡
1. ビュクシー小郡
2. シャニー小郡
3. シャロン＝シュル＝ソーヌ＝サントル小郡
4. シャロン＝シュル＝ソーヌ＝ノール小郡
5. シャロン＝シュル＝ソーヌ＝ウェスト小郡
6. シャロン＝シュル＝ソーヌ＝シュド小郡
7. ジヴリー小郡
8. モンソー＝レ＝ミーヌ＝ノール小郡
9. モンソー＝レ＝ミーヌ＝シュド小郡
10. モンシャナン小郡
11. モン＝サン＝ヴァンサン小郡
12. サン＝ジェルマン＝デュ＝プラン小郡
13. サン＝マルタン＝アン＝ブレス小郡
14. サンヌセ＝ル＝グラン小郡
15. ヴェルダン＝シュル＝ル＝ドゥーブ小郡

## コミューン
（5ケタの数字はINSEEコード）
| 1. アルレ＝シュル＝ソーヌ（fr:Allerey-sur-Saône） (71003)                    | 2. アレリオ（fr:Allériot） (71004)                                               | 3. アリューズ（fr:Aluze） (71005)                                           | 4. バリゼ（fr:Barizey） (71019)                                                   |
| 5. ボードリエール（fr:Baudrières） (71023)                                   | 6. ボーモン＝シュル＝グロヌ（fr:Beaumont-sur-Grosne） (71026)                    | 7. ベ（Bey） (71033)                                                        | 8. ビセ＝スー＝クリュショー（fr:Bissey-sous-Cruchaud） (71034)                    |
| 9. ビシー＝シュル＝フレ（fr:Bissy-sur-Fley） (71037)                         | 10. ブズロン (71051)                                                             | 11. ボワイエ（Boyer） (71052)                                               | 12. ブラニー＝シュル＝ソーヌ（fr:Bragny-sur-Saône） (71054)                       |
| 13. ブレス＝シュル＝グロヌ（fr:Bresse-sur-Grosne） (71058)                   | 14. ビュクシー（fr:Buxy） (71070)                                                | 15. セルソ（fr:Cersot） (71072)                                             | 16. シャニー（Chagny） (71073)                                                    |
| 17. シャロン＝シュル＝ソーヌ (71076)                                         | 18. シャミィイー（fr:Chamilly） (71078)                                          | 19. シャンパニー＝スー＝ユクセル（fr:Champagny-sous-Uxelles） (71080)       | 20. シャフォルジュイユ（fr:Champforgeuil） (71081)                                |
| 21. シャルネ＝レ＝シャロン（fr:Charnay-lès-Chalon）(71104)                   | 22. シャレセ（fr:Charrecey） (71107)                                             | 23. シャセ＝ル＝カン（fr:Chassey-le-Camp） (71109)                          | 24. ショードネー（Chaudenay） (71119)                                             |
| 25. シェノヴ（fr:Chenôves） (71124)                                          | 26. シャテル＝モロン（fr:Châtel-Moron） (71115)                                  | 27. シャトノワ＝アン＝ブレス（fr:Châtenoy-en-Bresse） (71117)               | 28. シャトノワ＝ル＝ロワイヤル（fr:Châtenoy-le-Royal） (71118)                    |
| 29. シール（Ciel） (71131)                                                   | 30. クリュクス（fr:Clux） (71138)                                                | 31. クリセ（Crissey） (71154)                                               | 32. キュル＝レ＝ロシュ（fr:Culles-les-Roches） (71159)                            |
| 33. ダムレ（fr:Damerey） (71167)                                             | 34. デミニー（fr:Demigny） (71170)                                               | 35. デンヌヴィ（fr:Dennevy） (71171)                                        | 36. ドラシー＝ル＝フォール（fr:Dracy-le-Fort） (71182)                            |
| 37. ファルジュ＝レ＝シャロン（fr:Farges-lès-Chalon） (71194)                 | 38. フレ（fr:Fley） (71201)                                                      | 39. フォンテーヌ（Fontaines） (71202)                                       | 40. フラニュ（fr:Fragnes） (71204)                                                |
| 41. ジェヌィイ（Genouilly） (71214)                                          | 42. ジェルジー（fr:Gergy） (71215)                                               | 43. ジャルマニー（fr:Germagny） (71216)                                     | 44. ジニー＝シュル＝ソーヌ（fr:Gigny-sur-Saône） (71219)                          |
| 45. ジヴリー（Givry） (71221)                                                | 46. グルドン（Gourdon） (71222)                                                  | 47. グランジュ（Granges） (71225)                                           | 48. ゲルファン（fr:Guerfand） (71228)                                             |
| 49. ジャンブル（fr:Jambles） (71241)                                         | 50. ジュジー（fr:Jugy） (71245)                                                  | 51. ジュリー＝レ＝ビュクシー（fr:Jully-lès-Buxy） (71247)                   | 52. ラベルジュマン＝サント＝コロンブ（fr:L'Abergement-Sainte-Colombe） (71002)    |
| 53. ラ・シャペル＝ド＝ブラニー（fr:La Chapelle-de-Bragny） (71089)           | 54. ラ・シャルメ（fr:La Charmée） (71102)                                        | 55. ラ・ロワイエール（fr:La Loyère） (71265)                                | 56. ラ・ヴィルヌーヴ（La Villeneuve） (71578)                                     |
| 57. レーヴ（Laives） (71249)                                                 | 58. ラウー（fr:Lalheue） (71252)                                                 | 59. ラン（Lans） (71253)                                                    | 60. ル・ピュレ（fr:Le Puley） (71363)                                             |
| 61. レ・ボルド（Les Bordes） (71043)                                         | 62. レサールダン＝ブレス（fr:Lessard-en-Bresse） (71256)                         | 63. レサール＝ル＝ナショナル（fr:Lessard-le-National） (71257)              | 64. ロンジュピエール（fr:Longepierre） (71262)                                    |
| 65. リュクス（Lux） (71269)                                                  | 66. マンセ（fr:Mancey） (71274)                                                  | 67. マルシィイー＝レ＝ビュクシー（fr:Marcilly-lès-Buxy） (71277)            | 68. マルティニー（Marigny） (71278)                                               |
| 69. マルネー (71283)                                                         | 70. マリ（Mary） (71286)                                                         | 71. メルセ（fr:Mellecey） (71292)                                           | 72. メルキュレ (71294)                                                            |
| 73. メセ＝シュル＝グロヌ（fr:Messey-sur-Grosne） (71296)                     | 74. モン＝サン＝ヴァンサン（fr:Mont-Saint-Vincent） (71320)                      | 75. モン＝レ＝スール（fr:Mont-lès-Seurre） (71315)                          | 76. モンタニー＝レ＝ビュクシー（fr:Montagny-lès-Buxy） (71302)                    |
| 77. モンソー＝レ＝ミーヌ（fr:Montceau-les-Mines） (71306)                    | 78. モンソー＝ラニー（fr:Montceaux-Ragny） (71308)                               | 79. モンシャナン（fr:Montchanin） (71310)                                   | 80. モンコワ（fr:Montcoy） (71312)                                                |
| 81. モレ（fr:Morey） (71321)                                                 | 82. モロジュ（fr:Moroges） (71324)                                               | 83. ナントン（Nanton） (71328)                                              | 84. ナヴィイー（fr:Navilly） (71329)                                              |
| 85. オスロン（fr:Oslon） (71333)                                             | 86. ウルー＝シュル＝ソーヌ（fr:Ouroux-sur-Saône） (71336)                        | 87. パロー（fr:Palleau） (71341)                                            | 88. ポントゥー（fr:Pontoux） (71355)                                              |
| 89. レミニー（Remigny） (71369)                                              | 90. ロゼ（Rosey） (71374)                                                        | 91. リュリー（Rully） (71378)                                               | 92. サンタンブルイユ（fr:Saint-Ambreuil） (71384)                                 |
| 93. サン＝ボワル（fr:Saint-Boil） (71392)                                    | 94. サン＝ベラン＝シュル＝ドゥヌ（fr:Saint-Bérain-sur-Dheune） (71391)           | 95. サン＝クリストフ＝アン＝ブレス（fr:Saint-Christophe-en-Bresse） (71398) | 96. サン＝クレマン＝シュル＝ギュイエ（fr:Saint-Clément-sur-Guye） (71400)         |
| 97. サン＝シル（Saint-Cyr） (71402)                                          | 98. サン＝ドニ＝ド＝ヴォー（fr:Saint-Denis-de-Vaux） (71403)                     | 99. サン＝ディディエ＝アン＝ブレス（fr:Saint-Didier-en-Bresse） (71405)     | 100. サン＝デゼール（fr:Saint-Désert） (71404)                                    |
| 101. サントゥセブ（Saint-Eusèbe） (71412)                                    | 102. サン＝ジェルマン＝デュ＝プラン（fr:Saint-Germain-du-Plain） (71420)         | 103. サン＝ジェルマン＝レ＝ビュクシー（fr:Saint-Germain-lès-Buxy） (71422)  | 104. サン＝ジェルヴェ＝アン＝ヴァリエール（fr:Saint-Gervais-en-Vallière） (71423) |
| 105. サン＝ジル（Saint-Gilles） (71425)                                      | 106. サン＝ジャン＝ド＝ヴォー（fr:Saint-Jean-de-Vaux） (71430)                   | 107. サン＝ジュリアン＝シュル＝ドゥヌ（fr:Saint-Julien-sur-Dheune） (71435) | 108. サン＝ローラン＝ダンドネ（fr:Saint-Laurent-d'Andenay） (71436)               |
| 109. サン＝ルー＝ジェアンジュ（fr:Saint-Loup-Géanges） (71443)               | 110. サン＝ルー＝ド＝ヴァレンヌ（fr:Saint-Loup-de-Varennes） (71444)             | 111. サン＝レジェ＝シュル＝ドゥヌ（fr:Saint-Léger-sur-Dheune） (71442)      | 112. サン＝マルセル（Saint-Marcel） (71445)                                       |
| 113. サン＝モー＝ド＝ヴォー（fr:Saint-Mard-de-Vaux） (71447)                 | 114. サン＝マルタン＝ドゥクシー（fr:Saint-Martin-d'Auxy） (71449)                | 115. サン＝マルタン＝デュ＝タルトル（fr:Saint-Martin-du-Tartre） (71455)    | 116. サン＝マルタン＝アン＝ブレス（fr:Saint-Martin-en-Bresse） (71456)            |
| 117. サン＝マルタン＝アン＝ガティノワ（fr:Saint-Martin-en-Gâtinois） (71457) | 118. サン＝マルタン＝スー＝モンテーギュ（fr:Saint-Martin-sous-Montaigu） (71459) | 119. サン＝モーリス＝デ＝シャン（fr:Saint-Maurice-des-Champs） (71461)      | 120. サン＝モーリス＝アン＝リヴィエール（fr:Saint-Maurice-en-Rivière） (71462)    |
| 121. サン＝ミコー（fr:Saint-Micaud） (71465)                                 | 122. サン＝プリヴェ（Saint-Privé） (71471)                                       | 123. サン＝ロマン＝スー＝グルドン（fr:Saint-Romain-sous-Gourdon） (71477)   | 124. サン＝レミ（Saint-Rémy） (71475)                                             |
| 125. サン＝ヴァルラン（fr:Saint-Vallerin） (71485)                           | 126. サン＝ヴァリエ（Saint-Vallier） (71486)                                     | 127. サンテレーヌ（Sainte-Hélène） (71426)                                  | 128. サンティイー（Santilly） (71498)                                             |
| 129. ササンジー（fr:Sassangy） (71501)                                       | 130. サスネー（fr:Sassenay） (71502)                                             | 131. ソル（Saules） (71503)                                                 | 132. ソニエール（fr:Saunières） (71504)                                           |
| 133. サヴィアンジュ（fr:Savianges） (71505)                                  | 134. サンヌセ＝ル＝グラン（fr:Sennecey-le-Grand） (71512)                        | 135. セルシー（fr:Sercy） (71515)                                           | 136. セルメス（fr:Sermesse） (71517)                                              |
| 137. セヴレ（fr:Sevrey） (71520)                                             | 138. トゥトナン（fr:Toutenant） (71544)                                          | 139. トロンシー（fr:Tronchy） (71548)                                       | 140. ヴァレンヌ＝ル＝グラン（fr:Varennes-le-Grand） (71555)                       |
| 141. ヴォー＝アン＝プレ（fr:Vaux-en-Pré） (71563)                            | 142. ヴェルダン＝シュル＝ル＝ドゥー（fr:Verdun-sur-le-Doubs） (71566)            | 143. ヴェルジュクス（fr:Verjux） (71570)                                    | 144. ヴェール（Vers） (71572)                                                     |
| 145. ヴィルゴーダン（fr:Villegaudin） (71577)                                | 146. ヴィルヌーヴ＝アン＝モンターニュ（fr:Villeneuve-en-Montagne） (71579)       | 147. ヴィレ＝ル＝グラン（fr:Virey-le-Grand） (71585)                        | 148. エキュユ（Écuelles） (71186)                                                 |
| 149. エキュイス（fr:Écuisses） (71187)                                       | 150. エペルヴァン（fr:Épervans） (71189)                                         | 151. エトリニー（fr:Étrigny） (71193)                                       |                                                                                   |